# Los Angeles
Los Angeles (ofta förkortat L.A., även kallad City of Angels, från sp. "Änglarna") är den största staden i delstaten Kalifornien och den näst största i USA. Los Angeles ligger i södra Kalifornien i sydvästra delen av USA och är huvudort i Los Angeles County. Los Angeles grundades av spanjorer den 4 september 1781 som El Pueblo de Nuestra Señora la Reina de los Ángeles del Río de Porciúncula – "Vår frus änglarnas drottnings stad vid floden Porciuncula". Platsen låg på mexikanskt område fram till 1846, då den kom att tillhöra USA.
Befolkningen i Los Angeles var 1 juli 2017 beräknad till 4 000 000. I juli 2007 hade storstadsområdet Los Angeles-Long Beach-Santa Ana uppskattningsvis 12 875 587 invånare, och enligt en vidare definition "Los Angeles-Long Beach-Riverside combined statistical Area" hade storstadsområdet 17 755 322 invånare. Invånarna i staden kallas för "Angelenos".
Världsstaden Los Angeles är ett betydande centrum för kultur, vetenskap, teknik, internationell handel samt högre utbildning. Viktiga centrum för högre utbildning är University of Southern California (grundat 1880), Woodbury University (1884), Loyola Marymount University (1911), University of California-Los Angeles (UCLA, 1919), Pepperdine University (1937), California State University (1947) och California Institute of Technology. Staden och dess närmaste omgivningar är världsledande inom populärkultur som filmindustri, television och musikindustri.
Ett antal av Los Angeles stadsdelar (distrikt) är internationellt välkända. I Hollywood produceras många filmer. Bel Air tillhör stadens mer exklusiva områden. Beverly Hills är känt för sin shopping och ett hem för många kändisar.

## Historia

### Förkolonial tid till 1771
Los Angeles kustområde beboddes först av Tongva (Gabrieleños) och Chumash indianska stammar. En Gabrielino-bosättning i området kallades iyáangẚ (Yang-na på spanska), vilket betyder gifteksplatsen.
Juan Rodríguez Cabrillo, en portugisiskfödd utforskare, hävdade området i södra Kalifornien åt Konungariket Spanien 1542 medan han på en officiell militärexpedition utforskade Stillahavskusten från tidigare koloniserande baser i Nya Spanien i Central- och Sydamerika. Gaspar de Portolà och franciskanska missionären Juan Crespí nådde den nuvarande platsen för Los Angeles den 2 augusti 1769.

### Den spanska perioden, 1771-1821
År 1771 påbörjade franciskanerbrodern Junipero Serra byggandet av Mission San Gabriel Arcángel, den första i området. Den 4 september 1781 grundade en grupp på fyrtiofem bosättare kända som "Los Pobladores" den by som de kallade "El Pueblo de Nuestra Señora la Reina de los Ángeles de Porciúncula". På engelska översätts detta som "Our Lady of the Queen of Angels of Porciúncula."
Två tredjedelar av bosättarna var mestiser eller mulatter med en blandning av afrikanska, inhemska och europeiska anor. Orten var länge en liten ranchstad men 1820 hade befolkningen ökat till cirka 650 invånare.

### Den mexikanska perioden, 1821-1847
Nya Spanien uppnådde sitt oberoende från det spanska riket 1821, och staden fortsatte som en del av Mexiko. Under Mexikos styre gjorde guvernör Pío Pico Los Angeles till Alta Californias regionala huvudstad.

### Den amerikanska perioden, 1847 till idag
Mexikos styre slutade under mexikansk-amerikanska kriget. Amerikanerna tog kontrollen över Kalifornien efter en serie strider, som kulminerade med undertecknandet av Cahuengas-fördraget den 13 januari 1847. Vid freden i Guadalupe Hidalgo 1848 gav Mexiko formellt Alta California och andra territorier till Förenta staterna, och den omtvistade gränsen mellan länderna fastlades till Rio Grande.
Järnvägen anlände 1876. Olja upptäcktes i staden och dess omgivning 1892, och 1923 hade Kalifornien blivit landets största oljeproducent.
År 1900 hade befolkningen vuxit till över 102 000, detta satte press på stadens vattenförsörjning. Slutförandet av Los Angeles-akvedukten 1913, under överinseende av William Mulholland, tryggade stadens fortsatta tillväxt. På grund av klausuler i stadens stadga som effektivt hindrade Los Angeles från att sälja eller tillhandahålla vatten från akvedukten till något område utanför dess gränser, blev många närliggande städer och samhällen tvungna att ansluta sig till Los Angeles.
År 1910 fusionerades Hollywood med Los Angeles, med de 10 filmbolag som redan arbetade i staden. Vid 1921 var mer än 80 procent av världens filmindustri koncentrerad till Los Angeles. De pengar som industrin genererade höll staden utanför mycket av den ekonomiska förlust som resten av landet led under den stora depressionen. 1930 översteg befolkningen en miljon. År 1932 var staden värd för sommar-OS.
Under andra världskriget var Los Angeles ett viktigt centrum för tillverkningen av krigsmateriel såsom fartyg och flygplan. Calship byggde hundratals Liberty Ships och Victory Ships på Terminal Island, och Los Angeles-området var huvudsäte för sex av landets största flygplanstillverkare (Douglas Aircraft Company, Hughes Aircraft, Lockheed, North American Aviation, Northrop Corporation och Vultee). Under kriget producerades fler flygplan på ett år än 
sammanlagt under alla år sedan bröderna Wright flög de första flygplanen 1903. William S. Knudsen från National Defense Advisory Commission ansåg att "Vi vann för att vi krossade fienden i en lavin av produktion" som han aldrig hade sett eller drömt vara möjlig.
Efter andra världskriget växte Los Angeles snabbare än någonsin och bredde ut sig i San Fernando-dalen. Utbyggnaden av Interstate Highway-systemet under 1950-talet och 1960-talet bidrog till att påskynda förorternas tillväxt och förebådade nedläggningen av stadens elektrifierade järnvägssystem, en gång världens största.
1960-talet såg rasrelationer koka över i Watts-upploppet 1965 vilket resulterade i 34 dödsfall och över 1000 skadade. Det var det mest allvarliga upproret i stadens historia fram till upploppet 1992. År 1969 blev Los Angeles födelseplatsen för Internet, då den första ARPANET-överföringen skickades från University of California, Los Angeles (UCLA) till SRI i Menlo Park.
1984 var staden värd för de olympiska sommarspelen för andra gången. Trots att de bojkottades av 14 kommunistiska länder blev spelen mer framgångsrika än tidigare.
Rasspänningar ökade 29 april 1992 i och med frikännandet av en polis som hade fångats på videoband när han slog Rodney King; detta kulminerade i storskaliga upplopp. De var de största upploppen i USA:s historia och orsakade cirka 1,3 miljarder dollar i skador samt 53 dödsfall och över 2 000 skadade.
År 1994 skakades Los Angeles av en jordbävning med styrkan 6,7 på Richterskalan, kallad Northridge-jordbävningen. Den orsakade 72 dödsfall och skador för 12,5 miljarder dollar. Århundradet slutade med Rampart-skandalen, ett av de mest omfattande dokumenterade fallen av polisbrott i amerikansk historia. 

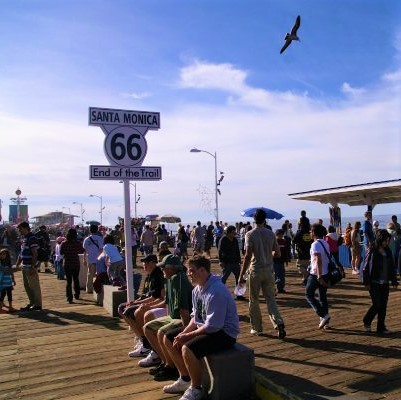
Santa Monica

År 2002 besegrade nej-sidans väljare i en omröstning ja-sidans förespråkare i frågan om San Fernando-dalen och Hollywood skulle tillåtas att avskilja sig från Los Angeles för att i stället bilda egna städer.
Los Angeles kommer att vara värd för OS år 2028 och Paralympiska spelen, vilket gör Los Angeles till den tredje staden att vara värd för OS tre gånger.

## Geografi

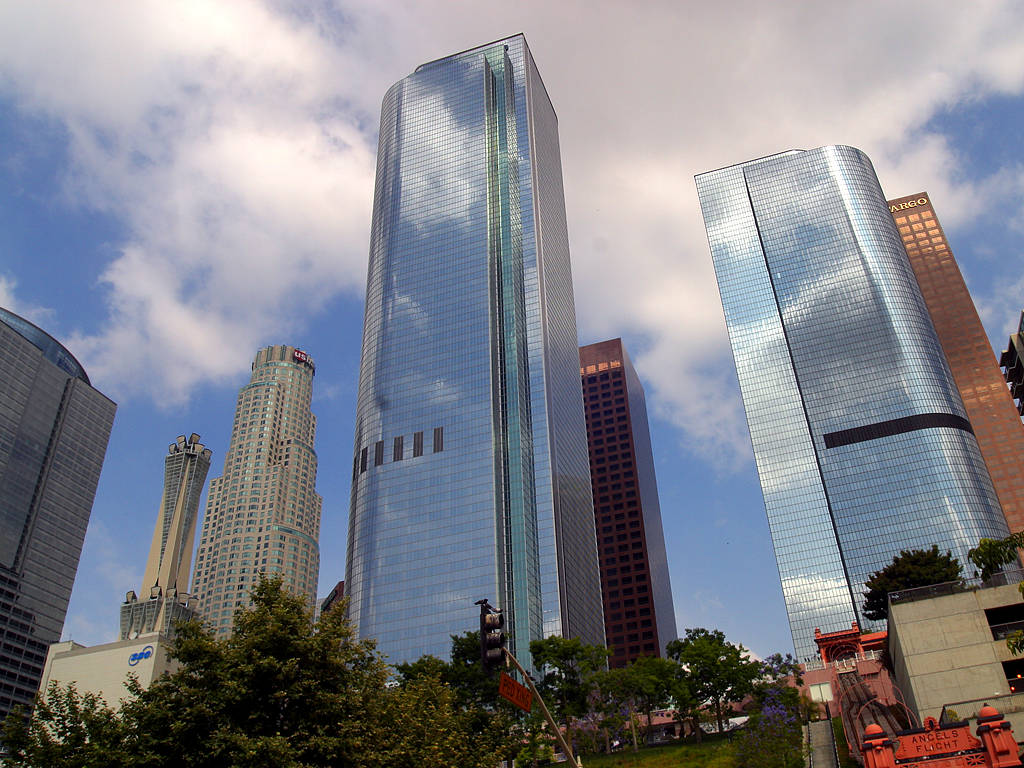
Downtown Los Angeles präglas av sina skyskrapor.

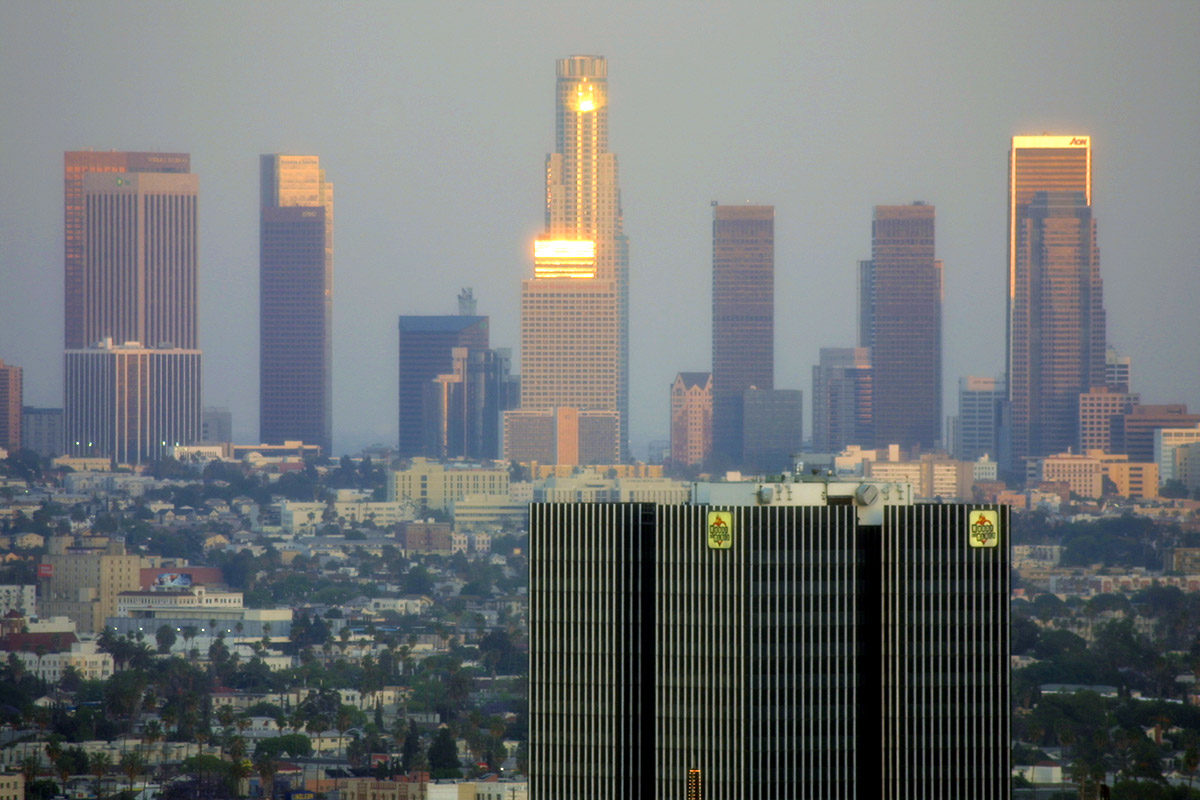
Solnedgång över Los Angeles.

Los Angeles är mycket utbrett och det är drygt 72 kilometer, fågelvägen, från stadens ("City of Los Angeles") nordligaste delar vid Newhall Pass ned till San Pedro i söder. Staden brer ut sig över större delen av San Fernando Valley och stora delar av slättområdet "Los Angeles Basin" samt delar av bergskedjorna Santa Monica Mountains, Verdugo Mountains och San Gabriel Mountains. Högsta bergstoppen inom stadsgränsen är Mount Lukens (1 547 meter över havet). De mest centrala delarna av staden, Downtown, består i huvudsak av skyskrapor. U.S. Bank Tower var med sina 310 meter (76 våningar) den högsta fram till 2017. I öst-västlig riktning, är det 47 kilometer från "Los Angeles City Limit" i öster, ner till Stilla Havet i väster.

### Klimat
Los Angeles har ett subtropiskt medelhavsklimat med heta, torra, långa somrar och något regniga men varma vintrar. Det har endast snöat ett fåtal gånger i hela Los Angeles, med flera år mellan flesta observationer, och då endast mycket liten mängd snö. Dock förekommer snö i omgivande bergskedjorna.
Klimatmässigt sett är Los Angeles en mycket intressant stad, med flera olika mikroklimat i olika stadsdelar och i omkringliggande städer. Vid kusten är temperaturen alltid jämförelsevis sval jämfört med inlandet, även under värmeböljor. I stadsdelen Downtown som endast ligger 20 kilometer från kusten, är också temperaturen oftast svalare än i inlandet, även om värmeböljor faktiskt här kan bli påtagliga. I städer längre inåt såsom Burbank, som dessutom är blockerat från svalare havsbris tack vare bergskedjor, är värmeböljor mycket påtagliga.
Staden upplever egentligen endast två årstider, torrperioden (sommaren) och våtperioden (vintern). Torrperioden varar åtta månader om året, från april till november, och består nästan uteslutande av höga dagstemperaturer och extremt lite nederbörd. Våtperioden varar oftast fyra månader från december till mars och består av svalare dagstemperaturer och något hög mängd nederbörd.
Los Angeles åtnjuter ett betydligt varmare klimat under vintern än de flesta andra amerikanska städer inom samma latitud. Detta beror bland annat på att inlandet som omger staden har ett ökenklimat vars högtryckssystem blockerar svalare vädersystem från norr. Däremot är temperaturen under sommaren mycket lägre än näraliggande städer inåt land. Detta beror på att Californiaströmmen för med sig svalkande havsbris. Den årliga genomsnittliga temperaturen i Downtown är 24 °C under dagen, 19 °C på morgonen/kvällen, och 14 °C under natten.
Vanlig temperatur dagtid under högsommaren i Downtown är omkring 27-32 °C (I vissa områden såsom Canoga Park når dock temperaturen regelbundet över 35 °C). Nätterna kan upplevas som svala med temperatur mellan 15 och 20 °C. Under vintern brukar temperaturen vara mellan 18 och 23 °C dagtid. Värmen stiger dock långsamt under dagens gång och den högsta temperaturen varar oftast bara någon timme innan den långsamt börjar falla igen. Morgnar och kvällar under vintern kan upplevas som väldigt svala, och nätterna som rentav något kalla. De få dagarna med regn är alltid svala, oavsett årstid. I högre terräng är somrarna något varmare och vintrarna är svalare. Ju närmare havet man kommer, desto svalare temperatur året runt.
I sällsynta fall kan lågtryck från norr under vintern ge upphov till synnerligen svala dagstemperaturer under 13 °C och nattliga temperaturer närmare 5 °C. Dessa lågtryck varar aldrig mer än ett par dagar dock.
Det är också ett faktum att värmeböljor är naturligt förekommande i Los Angeles, och även om typiska dagstemperaturer under vintern är 18–23 °C kan dessa värmeböljor i uppemot en vecka ge dagstemperaturer närmare 30 °C.
Staden får cirka 325 soldagar och enbart 30 regniga dagar om året med låg luftfuktighet året om, vilket ger ett välkänt behagligt väder.
Los Angeles befinner sig på latitud 34 och är 3560 kilometer från ekvatorn, vilket innebär att UV-index under januari är 3/11 som lägst och i juli 11/11 som max. Som jämförelse är UV-index i södra Sverige i juli 5/11. Under vintern behövs kanske inte solskydd för dem som har åtminstone hudton III enligt Fitzpatrick skalan, men under sommaren är det starkt rekommenderat även för dem med hudton V.
Regn faller i staden från november till april oftast i små skurar, men ibland som åska med 6–3 regndagar per månad under regnperioden. Det snöar som princip aldrig i staden, och endast ett fåtal fall av snöflingor och frost har dokumenterats. Men i höga bergsområden i omgivningarna brukar snö förekomma på vintern.
Smog är ett återkommande problem i Los Angeles, och American Lung Association rankar staden som den farligaste med avseende på korttids- och långtidspåverkan av luftburna partiklar. På grund av luftproblemen i Los Angeles är delstaten Kalifornien en av de mest progressiva i arbetet med förbättringar och restriktioner av utsläpp och staden har sett stadiga förbättringar på området sedan slutet av 1900-talet.
På grund av Californiaströmmen som för med sig kallt vatten från Alaska längs hela den amerikanska och mexikanska västkusten är havet med tanke på breddgraden kyligt. Temperaturen i havet brukar vara 14–15 °C under hela vinterperioden och 20–21 °C som varmast under augusti.
Normala temperaturer och nederbörd i Downtown (50 m ö.h):
|                                            | Jan | Feb | Mar | Apr | Maj | Jun | Jul | Aug | Sep | Okt | Nov | Dec |
| ------------------------------------------ | --- | --- | --- | --- | --- | --- | --- | --- | --- | --- | --- | --- |
| Normaldygnets maximitemperaturs medelvärde | 20  | 21  | 21  | 23  | 24  | 26  | 29  | 30  | 29  | 26  | 23  | 20  |
| Normaldygnets minimitemperaturs medelvärde | 10  | 11  | 11  | 13  | 15  | 17  | 19  | 20  | 19  | 16  | 12  | 10  |
|                                            |     |     |     |     |     |     |     |     |     |     |     |     |
| Nederbörd                                  | 85  | 93  | 70  | 28  | 8   | 2   | 0   | 3   | 8   | 9   | 27  | 58  |

| Diagram | temperaturer i °C • månadsnederbörd i mm | temperaturer i °C • månadsnederbörd i mm | temperaturer i °C • månadsnederbörd i mm | temperaturer i °C • månadsnederbörd i mm | temperaturer i °C • månadsnederbörd i mm | temperaturer i °C • månadsnederbörd i mm | temperaturer i °C • månadsnederbörd i mm | temperaturer i °C • månadsnederbörd i mm | temperaturer i °C • månadsnederbörd i mm | temperaturer i °C • månadsnederbörd i mm | temperaturer i °C • månadsnederbörd i mm | temperaturer i °C • månadsnederbörd i mm |
|         | 85 20 10                                 | 93 21 11                                 | 70 21 11                                 | 28 23 13                                 | 8 24 15                                  | 2 26 17                                  | 0 29 19                                  | 3 30 20                                  | 8 29 19                                  | 9 26 16                                  | 27 23 12                                 | 58 20 10                                 |

Normala temperaturer och nederbörd i Santa Monica (5 m ö.h):
|                                            | Jan | Feb | Mar | Apr | Maj | Jun | Jul | Aug | Sep | Okt | Nov | Dec |
| ------------------------------------------ | --- | --- | --- | --- | --- | --- | --- | --- | --- | --- | --- | --- |
| Normaldygnets maximitemperaturs medelvärde | 18  | 18  | 19  | 20  | 21  | 22  | 23  | 24  | 23  | 21  | 20  | 18  |
| Normaldygnets minimitemperaturs medelvärde | 11  | 11  | 12  | 13  | 15  | 17  | 19  | 20  | 19  | 16  | 13  | 11  |
|                                            |     |     |     |     |     |     |     |     |     |     |     |     |
| Nederbörd                                  | 81  | 83  | 68  | 15  | 7   | 1   | 0   | 2   | 2   | 8   | 24  | 48  |

| Diagram | temperaturer i °C • månadsnederbörd i mm | temperaturer i °C • månadsnederbörd i mm | temperaturer i °C • månadsnederbörd i mm | temperaturer i °C • månadsnederbörd i mm | temperaturer i °C • månadsnederbörd i mm | temperaturer i °C • månadsnederbörd i mm | temperaturer i °C • månadsnederbörd i mm | temperaturer i °C • månadsnederbörd i mm | temperaturer i °C • månadsnederbörd i mm | temperaturer i °C • månadsnederbörd i mm | temperaturer i °C • månadsnederbörd i mm | temperaturer i °C • månadsnederbörd i mm |
|         | 81 18 11                                 | 83 18 11                                 | 68 19 12                                 | 15 20 13                                 | 7 21 15                                  | 1 22 17                                  | 0 23 19                                  | 2 24 20                                  | 2 23 19                                  | 8 21 16                                  | 24 20 13                                 | 48 18 11                                 |

Normala temperaturer och nederbörd i Burbank (185 m ö.h):
|                                            | Jan | Feb | Mar | Apr | Maj | Jun | Jul | Aug | Sep | Okt | Nov | Dec |
| ------------------------------------------ | --- | --- | --- | --- | --- | --- | --- | --- | --- | --- | --- | --- |
| Normaldygnets maximitemperaturs medelvärde | 21  | 22  | 23  | 25  | 28  | 30  | 32  | 33  | 33  | 28  | 25  | 21  |
| Normaldygnets minimitemperaturs medelvärde | 8   | 9   | 10  | 12  | 14  | 16  | 18  | 19  | 18  | 15  | 11  | 8   |
|                                            |     |     |     |     |     |     |     |     |     |     |     |     |
| Nederbörd                                  | 90  | 117 | 75  | 28  | 9   | 1   | 1   | 1   | 2   | 9   | 27  | 61  |

| Diagram | temperaturer i °C • månadsnederbörd i mm | temperaturer i °C • månadsnederbörd i mm | temperaturer i °C • månadsnederbörd i mm | temperaturer i °C • månadsnederbörd i mm | temperaturer i °C • månadsnederbörd i mm | temperaturer i °C • månadsnederbörd i mm | temperaturer i °C • månadsnederbörd i mm | temperaturer i °C • månadsnederbörd i mm | temperaturer i °C • månadsnederbörd i mm | temperaturer i °C • månadsnederbörd i mm | temperaturer i °C • månadsnederbörd i mm | temperaturer i °C • månadsnederbörd i mm |
|         | 90 21 8                                  | 117 22 9                                 | 75 23 10                                 | 28 25 12                                 | 9 28 14                                  | 1 30 16                                  | 1 32 18                                  | 1 33 19                                  | 2 33 18                                  | 9 28 15                                  | 27 25 11                                 | 61 21 8                                  |

Normala temperaturer och nederbörd i Fullerton (50 m ö.h):
|                                            | Jan | Feb | Mar | Apr | Maj | Jun | Jul | Aug | Sep | Okt | Nov | Dec |
| ------------------------------------------ | --- | --- | --- | --- | --- | --- | --- | --- | --- | --- | --- | --- |
| Normaldygnets maximitemperaturs medelvärde | 22  | 22  | 23  | 26  | 28  | 29  | 31  | 32  | 31  | 28  | 25  | 21  |
| Normaldygnets minimitemperaturs medelvärde | 9   | 9   | 11  | 13  | 15  | 17  | 19  | 20  | 19  | 16  | 12  | 9   |
|                                            |     |     |     |     |     |     |     |     |     |     |     |     |
| Nederbörd                                  | 73  | 78  | 48  | 20  | 7   | 2   | 1   | 1   | 6   | 18  | 35  | 65  |

| Diagram | temperaturer i °C • månadsnederbörd i mm | temperaturer i °C • månadsnederbörd i mm | temperaturer i °C • månadsnederbörd i mm | temperaturer i °C • månadsnederbörd i mm | temperaturer i °C • månadsnederbörd i mm | temperaturer i °C • månadsnederbörd i mm | temperaturer i °C • månadsnederbörd i mm | temperaturer i °C • månadsnederbörd i mm | temperaturer i °C • månadsnederbörd i mm | temperaturer i °C • månadsnederbörd i mm | temperaturer i °C • månadsnederbörd i mm | temperaturer i °C • månadsnederbörd i mm |
|         | 73 22 9                                  | 78 22 9                                  | 48 23 11                                 | 20 26 13                                 | 7 28 15                                  | 2 29 17                                  | 1 31 19                                  | 1 32 20                                  | 6 31 19                                  | 18 28 16                                 | 35 25 12                                 | 65 21 9                                  |

| Jan         | Feb         | Mar         | Apr         | Maj         | Jun         | Jul         | Aug         | Sep         | Okt         | Nov         | Dec         |
| ----------- | ----------- | ----------- | ----------- | ----------- | ----------- | ----------- | ----------- | ----------- | ----------- | ----------- | ----------- |
| 14 °C 57 °F | 14 °C 57 °F | 15 °C 59 °F | 16 °C 61 °F | 17 °C 63 °F | 18 °C 64 °F | 19 °C 66 °F | 20 °C 68 °F | 19 °C 66 °F | 18 °C 64 °F | 17 °C 63 °F | 15 °C 59 °F |

| Jan  | Feb  | Mar  | Apr  | Maj  | Jun   | Jul   | Aug   | Sep  | Okt  | Nov  | Dec  |
| ---- | ---- | ---- | ---- | ---- | ----- | ----- | ----- | ---- | ---- | ---- | ---- |
| 3/11 | 4/11 | 6/11 | 8/11 | 9/11 | 10/11 | 11/11 | 10/11 | 8/11 | 6/11 | 4/11 | 3/11 |

Visa eller redigera grafens rådata.

### Andra städer på samma latitud

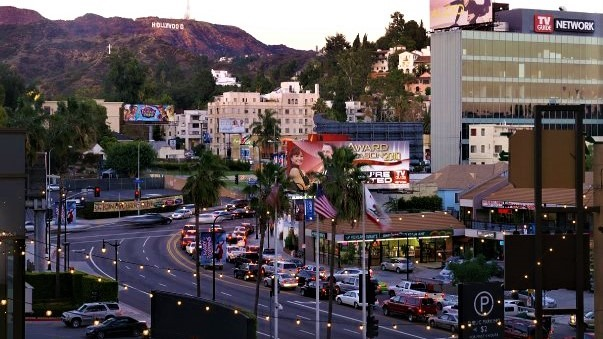
Vybild över Los Angeles

Los Angeles klimat präglas av sin placering på västra sidan av en kontinent, av sin kalla havsström (Californiaströmmen) i havet i väster och av sin latitud. Nedan listas ett antal andra städer på ungefär samma latitud, varav åtminstone Rabat har samma geografiska förutsättningar:
- Zhengzhou, Kina
- Beirut, Libanon
- Sfax, Tunisien
- Kabul, Afghanistan
- Hiroshima, Japan
- Rabat, Marocko
- Larnaca, Cypern

## Lokalt styre

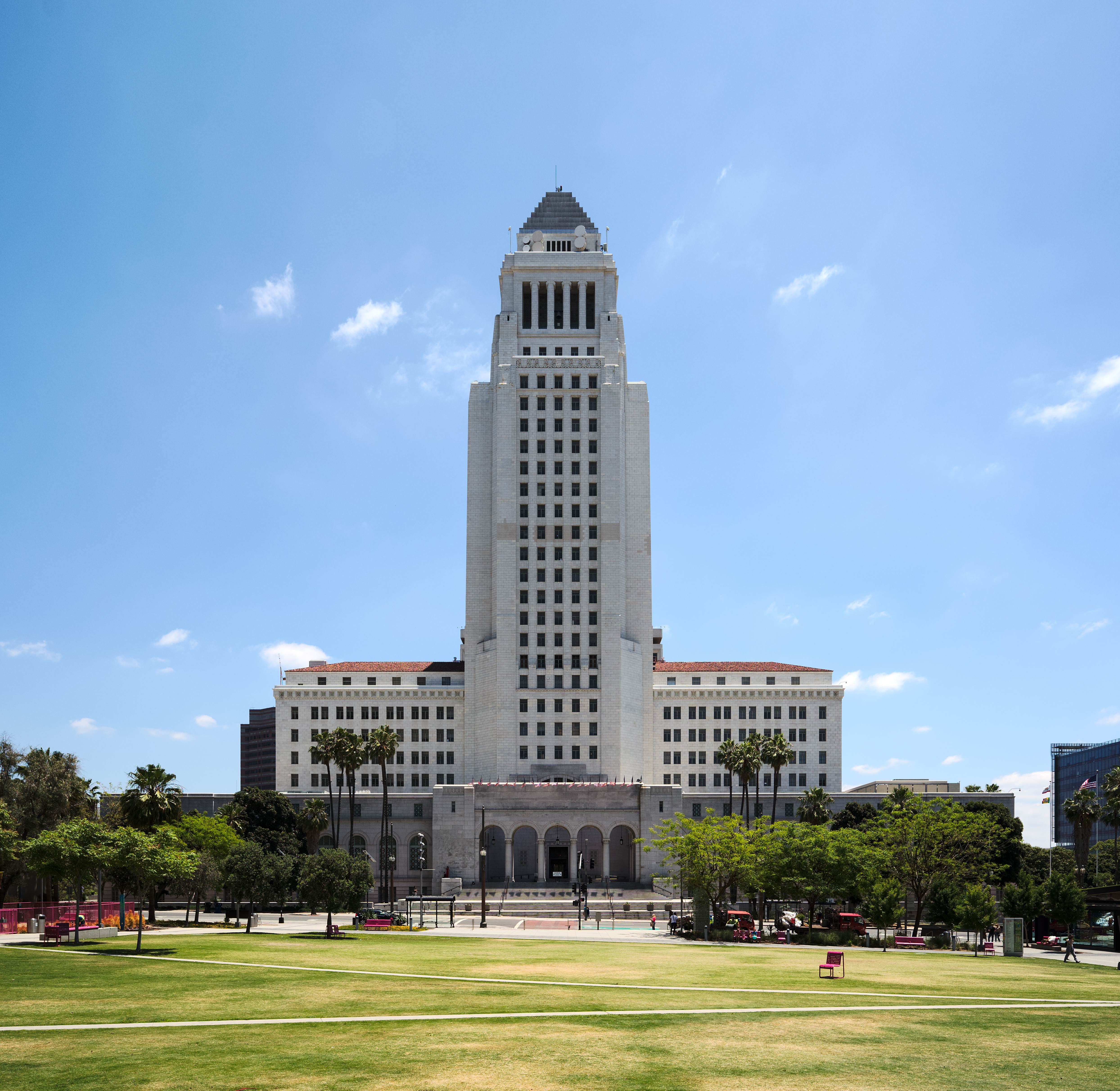
Los Angeles City Hall.

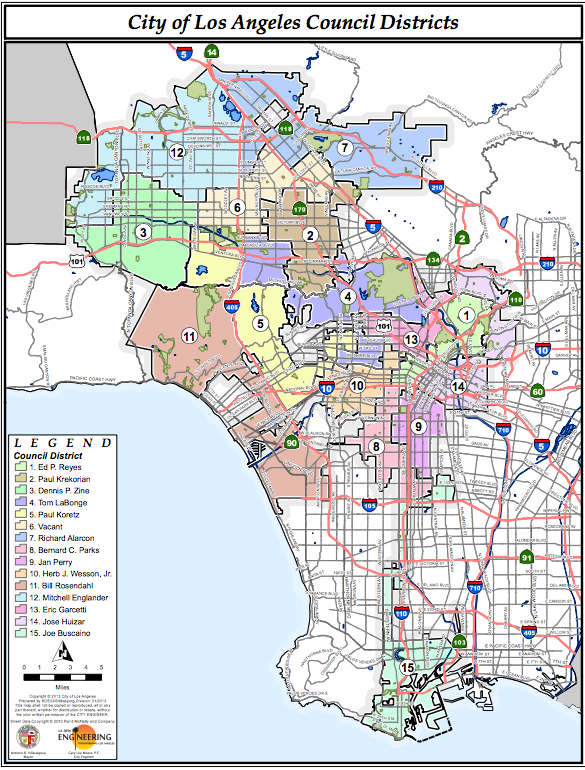
Karta över stadens femton distrikt från vilka väljs varsin representant till stadens fullmäktigeförsamling.

I enlighet med stadens stadgar (engelska: City Charter) antagna 2000 (ersatte tidigare från 1925), styrs staden Los Angeles av en folkvald borgmästare (engelska: Mayor of Los Angeles) och av en folkvald församling på 15 personer (engelska: City Council). Förutom borgmästaren väljs även en stadsrevisor (engelska: City Controller) och stadsjurist (engelska: City Attorney) på 4-åriga mandatperioder. Ledamöterna av City Council väljs även de på 4-åriga mandatperioder med maximalt 3 mandatperioder.
Till staden hör 44 förvaltningar och byråer, vars chefer utnämns av borgmästaren med godkännande av City Council. Två av dessa förvaltningar är den lokala polisen, Los Angeles Police Department (LAPD) och stadens brandkår och räddningstjänst, Los Angeles Fire Department (LAFD).
Staden Los Angeles ingår territoriellt i Los Angeles County, som styrs av den folkvalda kollegiet Board of Supervisors och stora delar av dess förvaltningar kommer även staden Los Angeles till del, exempelvis så sköter Los Angeles County Sheriff's Department om alla häkten, distriktsåklagaren åtalar i allvarligare brottmål och en avdelning i Los Angeles County Fire Department ansvarar för badvakter och livräddning längs med stränderna.

## Befolkning och distrikt

### Invånare
| Befolkningsutvecklingen i Los Angeles (utan förorter) 1890–2005 | Befolkningsutvecklingen i Los Angeles (utan förorter) 1890–2005 | Befolkningsutvecklingen i Los Angeles (utan förorter) 1890–2005 | Befolkningsutvecklingen i Los Angeles (utan förorter) 1890–2005 | Befolkningsutvecklingen i Los Angeles (utan förorter) 1890–2005 |
| --------------------------------------------------------------- | --------------------------------------------------------------- | --------------------------------------------------------------- | --------------------------------------------------------------- | --------------------------------------------------------------- |
|                                                                 |                                                                 |                                                                 |                                                                 |                                                                 |
| År                                                              |                                                                 |                                                                 | Folkmängd                                                       |                                                                 |
| 1890                                                            | 1890                                                            |                                                                 | 50 395                                                          |                                                                 |
| 1900                                                            | 1900                                                            |                                                                 | 102 479                                                         |                                                                 |
| 1910                                                            | 1910                                                            |                                                                 | 319 198                                                         |                                                                 |
| 1920                                                            | 1920                                                            |                                                                 | 576 673                                                         |                                                                 |
| 1930                                                            | 1930                                                            |                                                                 | 1 238 048                                                       |                                                                 |
| 1940                                                            | 1940                                                            |                                                                 | 1 504 277                                                       |                                                                 |
| 1950                                                            | 1950                                                            |                                                                 | 1 970 358                                                       |                                                                 |
| 1960                                                            | 1960                                                            |                                                                 | 2 479 015                                                       |                                                                 |
| 1970                                                            | 1970                                                            |                                                                 | 2 816 061                                                       |                                                                 |
| 1980                                                            | 1980                                                            |                                                                 | 2 966 850                                                       |                                                                 |
| 1990                                                            | 1990                                                            |                                                                 | 3 485 398                                                       |                                                                 |
| 2000                                                            | 2000                                                            |                                                                 | 3 694 820                                                       |                                                                 |
| 2005                                                            | 2005                                                            |                                                                 | 3 954 829                                                       |                                                                 |
|                                                                 |                                                                 |                                                                 |                                                                 |                                                                 |

I Los Angeles har invånarantalet över längre tid ökat. Den absolut största etniska minoritetsgruppen är amerikaner av latinamerikanskt ursprung, s.k. Latinos eller Hispanics. Dessa bor framförallt i de östra delarna av staden, till exempel i East Los Angeles. Cirka 11 procent av befolkningen är afroamerikaner, African Americans. Andra betydande etniska minoriteter är exempelvis koreaner, och armenier. Los Angeles har även ett stort antal judiska invånare.
Av staden Los Angeles befolkning beräknades cirka 18 procent leva under fattigdomsgränsen (år 2004) jämfört med 13,1 procent för hela USA och 13,3 procent för Kalifornien.
| Los Angeles består av många olika stadsdelar (distrikt). Dessa listas nedan: - Bel Air - Brentwood - Century City - Downey - Downtown - East Los Angeles - Hawthorne - Hollywood - Inglewood - Manhattan Beach - Marina del Rey - North Hollywood - Pacific Palisades - Palos Verdes - San Pedro - Torrance - Venice - Watts - Westwood | Nedan följer en lista på städer och oinkorporerade områden som i praktiken är sammanväxta med Los Angeles, men som inte ingår i staden utan är självstyrande. Samtliga är dock sammanväxta i tätorten och ingår även i Los Angeles County. - Beverly Hills (bildar tillsammans med West Hollywood en enklav innanför Los Angeles gränser) - Burbank - Compton - Culver City (bildar tillsammans med Ladera Heights en enklav innanför Los Angeles gränser) - Glendale - Ladera Heights (bildar tillsammans med Culver City en enklav innanför Los Angeles gränser) - Long Beach - San Fernando (enklav innanför Los Angeles gränser) - Santa Monica (enklav mot kusten) - Universal City (nästan enklav med kort gräns mot Burbank) - West Hollywood (bildar tillsammans med Beverly Hills en enklav innanför Los Angeles gränser) |

## Beach Cities
The Beach Cities (ibland även Bay Cities) i Los Angeles storstadsområde utgörs av de tre städerna Manhattan Beach, Hermosa Beach och Redondo Beach i Los Angeles County, Kalifornien.

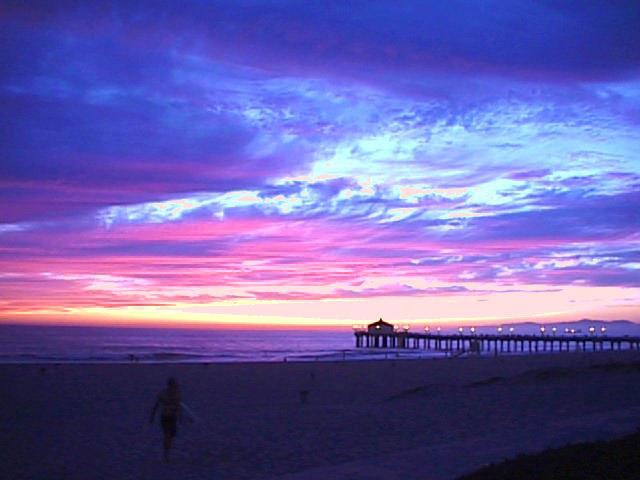
Manhattan Beach
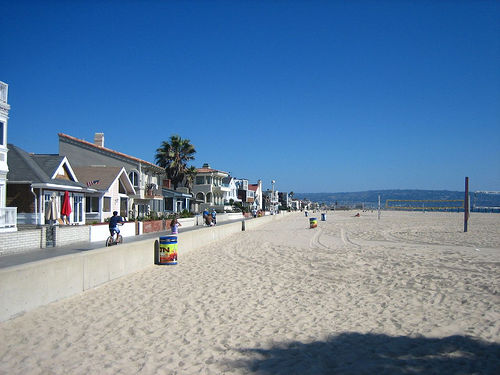
Hermosa Beach
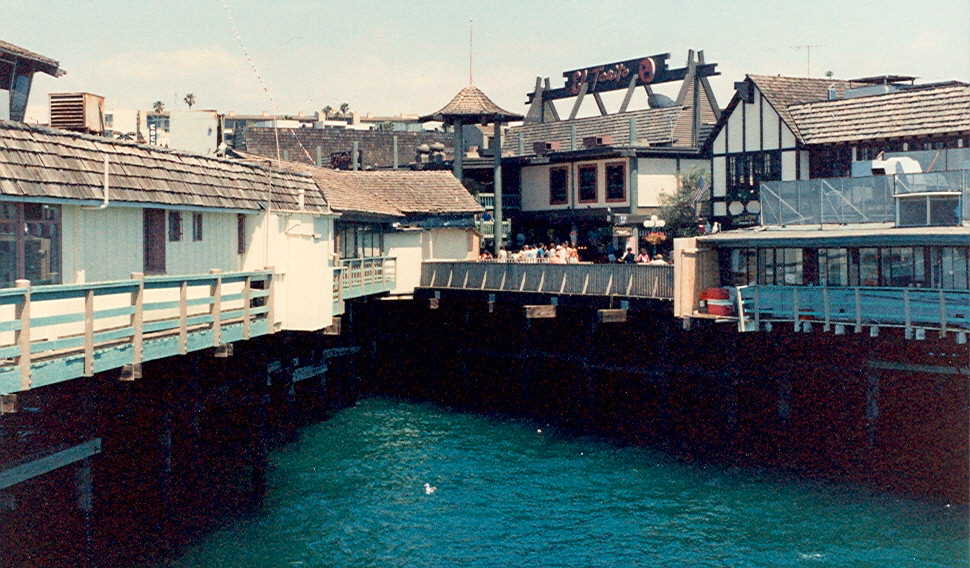
Redondo Beach

## Kommunikationer
Med drygt en bil per 1,8 invånare är Los Angeles världens mest biltäta storstad.
Staden har många vägar och stora, flerfiliga motorvägar. Rusningstrafik tidigt morgon och sent eftermiddag utgör stora problem för invånarna.

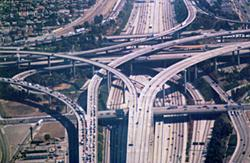
Motorväg i Los Angeles.

### Flygtrafik
Los Angeles har ett flertal flygplatser, den största är Los Angeles International Airport (LAX) med över 62 miljoner passagerare årligen. Den är också USA:s tredje mest trafikerande passagerarflygplats och den femte största i världen. Bland övriga flygplatser i stor-Los Angeles finns:
- Hollywood Burbank Airport "Burbank Airport"

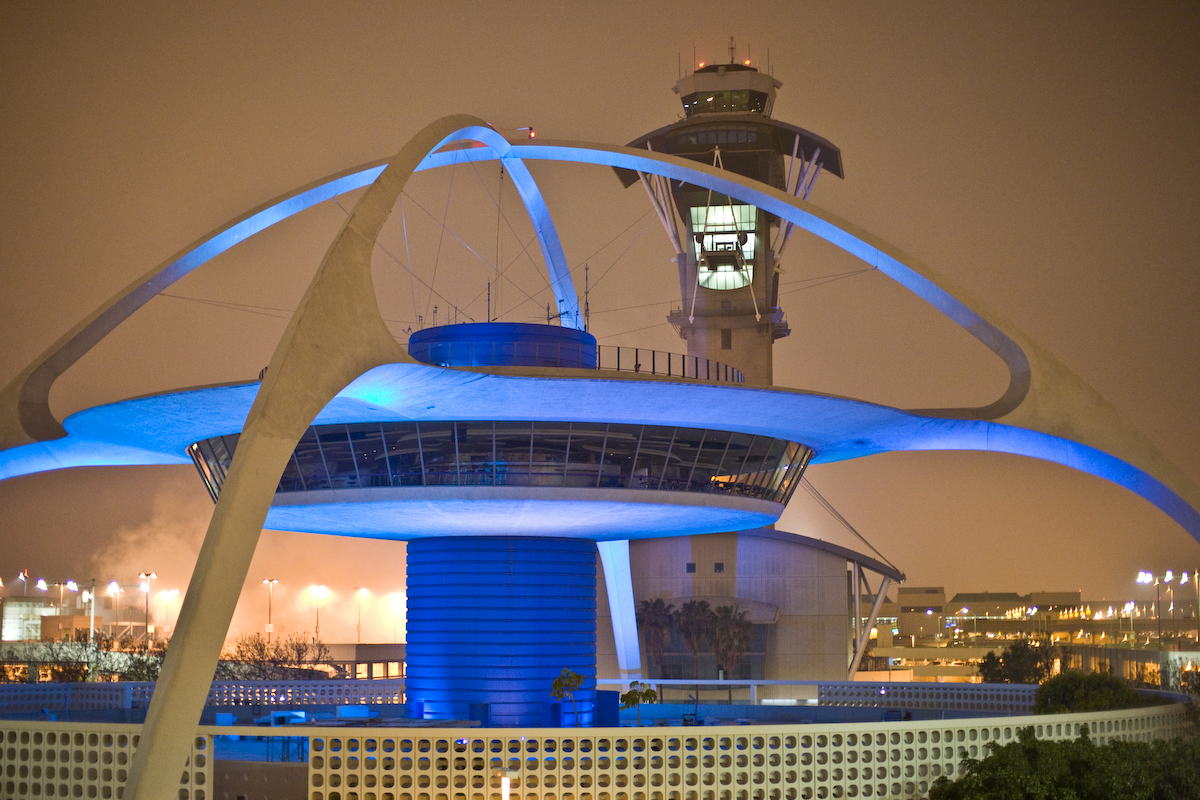
Los Angeles flygplats (LAX).

- LA/Ontario International Airport
- Long Beach Airport
- John Wayne Airport

### Sjöfart
"Port of Los Angeles" i stadsdelen San Pedro är USA:s största hamn.

### Kollektivtrafik
Kollektivtrafiken i Los Angeles drivs av Los Angeles County Metropolitan Transportation Authority. Systemet består av tunnelbana och snabbspårväg, som gemensamt går under namnet Los Angeles Metro Rail. Systemet innefattar även ett omfattande nät av bussar, vilket hanterar den största delen av alla resenärer.
Los Angeles spårburna trafik öppnade i aktuell form 1990. Den byggs ut kontinuerligt, och 2014 innefattade den 6 olika linjer. Från slutet av 1800-talet och fram till början av 1960-talet fanns omfattande nät av såväl stadsspårväg och interurbanspårväg (Red Cars) som lades ned på grund av bilismen. Från 1992 finns även pendeltågssystemet Metrolink.
- En tunnelbana, med lila linjen respektive röda linjen. Båda utgår från Union Station (centralstationen) i "Downtown" och den röda linjen går till de kända sevärdheterna i Hollywood, till exempel Walk of Fame (station Hollywood/Highland) samt även till Universal Studios Hollywood (station Universal City).
- Ett nät av snabbspårvägar med linjerna blå, expo, guld och grön. Guldlinjen går från Union Station till bland annat China Town. Den blå linjen går från Metro Center söderut till Long Beach.
- Sex linjer av pendeltågssystemet Metrolink utgår från Union Station till omkringliggande countyn: Orange County, Riverside County, San Bernardino County, Ventura County samt norra delen av San Diego County. På Union Station finns även fjärrtåg från Amtrak.
- Bussar går till Santa Monica Beach och Venice Beach från Union Station samt även till Disneyland från tunnelbanestation 7th Street/Metro Center i Downtown (cityområdet). MTA driver ett omfattande bussnät med omkring 200 linjer. Busstrafiken är tät och det går alldeles utmärkt att ta sig runt i Los Angeles med buss. Dessutom finns det fristående bussföretag. Om man ska ta sig till Bussterminalen Greyhound RTD Depot på 6th Street är det enklast att åka buss från tunnelbanestation 7th Street/Metro Center. Från bussterminalen går det fjärrbussar från Greyhound Lines till San Francisco, Las Vegas samt övriga delar av USA.

## Kultur och samhällsliv

### Massmedier

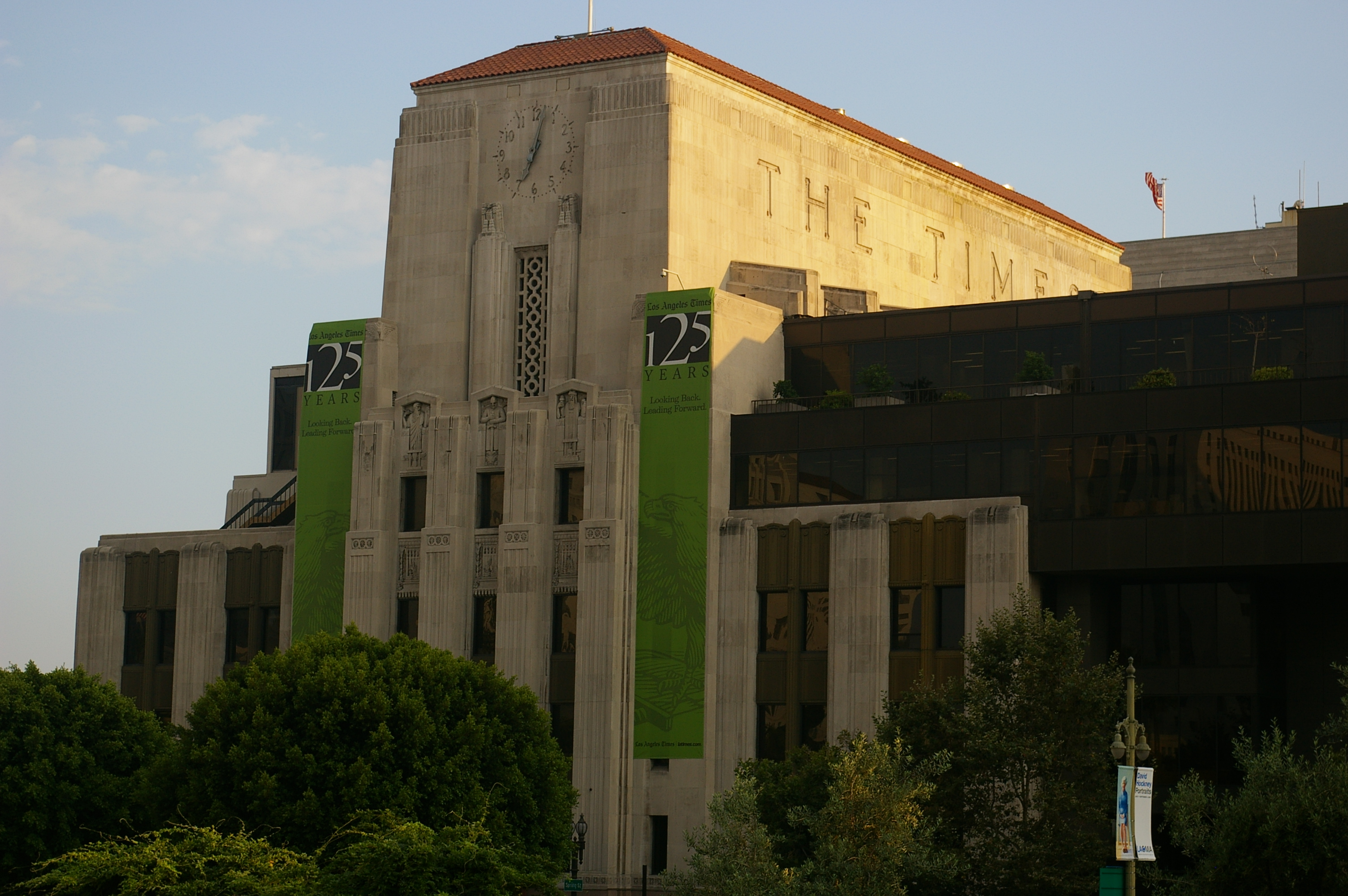
Los Angeles Times huvudkontor.

Los Angeles Times är den största dagstidningen i staden (och i Kalifornien). La Opinión är den största tidningen som skrivs på spanska, medan Korea Times Los Angeles är både den största och den äldsta koreanskspråkiga tidningen i USA. Los Angeles Sentinel är den enda betaltidningen i södra Kalifornien riktad till en afroamerikansk läsekrets, liksom den största prenumerade tidningen i västra USA som är afroamerikanskt ägd.
Dessutom finns ett antal regionala tidningar med mindre upplaga, liksom olika sorters vecko(nyhets)tidningar och tidskrifter. Bland dessa kan nämnas Daily News (som riktar in sig på San Fernando Valley), LA Weekly, L.A. Record (inriktad på musikbranschen inom Los Angeles-området), tidningen Los Angeles, Los Angeles Business Journal, Los Angeles Daily Journal (riktad mot rättsväsendet), The Hollywood Reporter och Variety (de två sistnämnda är tidningar för nöjesbranschen).
Los Angeles-regionens olika invandrargrupper har också egna tidningar. Utöver The Korean Times (nämns ovan) finns tidningar på armeniska, engelska, farsi, ryska, kinesiska, japanska, hebreiska och arabiska. De olika grannstäderna till Los Angeles har också egna dagstidningar med en täckning som delvis går över stadsgränsen (till Los Angeles); två exempel är The Daily Breeze (täcker South Bay) och The Long Beach Press-Telegram.
Los Angeles är bas för cirka 30 radiostationer vardera för AM och FM. Dessutom finns cirka 30 tv-stationer baserade i staden, inklusive tre stationer knutna till PBS.

### Sport
Los Angeles var arrangörsort vid de Olympiska sommarspelen 1932 och de Olympiska sommarspelen 1984, och är utsedd arrangör för Olympiska sommarspelen 2028.
Sportlag i de stora ligorna:
- Los Angeles Chargers - NFL, Amerikansk fotboll
- Los Angeles Rams - NFL, Amerikansk fotboll
- Los Angeles Clippers - NBA, basketboll
- Los Angeles Lakers - NBA, basketboll
- Los Angeles Dodgers - MLB,  baseboll
- Los Angeles Kings - NHL, ishockey
- Los Angeles Galaxy - MLS,  fotboll
- CD Chivas USA - MLS, fotboll
- Los Angeles Gladiators - Overwatch League, E-sport
- Los Angeles Valiant - Overwatch League, E-sport

### Parker
- Griffith Park är en stadsägd park som omfattar den östra delen av Santa Monica Mountains. Där finns bland annat ett observatorium liksom Hollywoodskylten. Parken är en vanligt förekommande plats för film- och tv-inspelning i Los Angeles County och innehåller bland annat en nedlagd djurpark. I Griffith Park finns även stadens nuvarande djurpark, Los Angeles Zoo. Några av de stora sevärdheterna i denna djurpark är gorillaanläggningen som öppnade 2007 samt elefantanläggningen som öppnade 2010.